# Karl Gottlieb Lippe
Karl Gottlieb Lippe (soms ook: Carl Gottlieb Lippe) (Döbeln, 25 maart 1808 – Leipzig-Connewitz, 4 oktober 1900) was een Duits componist, militaire kapelmeester en hoornist.

## Levensloop
Lippe was militaire muzikant vanaf 1827 en werd later kapelmeester in Dresden. Hij ging in 1867 met pensioen. Lippe componeerde  diverse marsen, waarvan de Defilier-Marsch des Schützen-(Füsilier-)Regiments "Prinz Georg" Nr. 108 (Schützen-Defiliermarsch) en de Schützenmarsch  Nr. 4 de meest bekende zijn.